# مشکلات درمان‌زاد
مشکلات یاتروژنیک یا درمان‌زاد (به انگلیسی: iatrogenic effects) یا مشکلات درمانشی (مشکلات ناشی از عوارض درمان)، به عوارض جانبی و مشکلات و بیماری‌هایی گفته می‌شود که در پی دارو و درمان و جراحی به‌وجود آمده باشند.
نمونه‌های مشکلات درمان‌زاد عبارتند از:
- عوارض جانبی داروها
- سرایت بیماری‌ها در جریان انتقال خون
- آسیب روانی به بیمار بر اثر تشخیص نادرست پزشک
- انگ خوردن به برخی گروه‌ها به خاطر این‌که پزشک، مشکلات اجتماعی آن گروه را به نادرست نوعی بیماری قلمداد کرده باشد.[۱]
- زمانی که پزشک مشکل بیمار را تشخیص ندهد و آن را به اشتباه به مسائل روانی ربط بدهد (چنین حالتی در مورد اسکلروز چندگانه مکرراً اتفاق می‌افتد).
- آسیب دیدن بیمار بر اثر خطاهای پزشکی از جمله تجویز داروی اشتباه یا جراحی ناشیانه
- فقر درمان‌زاد: فقیر شدن فرد یا خانواده بر اثر هزینه‌های سنگین درمان‌های طولانی که می‌توانست کم‌هزینه‌تر انجام بگیرد